# 藤原種繼
藤原種繼（ふじわら の たねつぐ、737年—785年10月31日）是奈良時代末期的公卿。藤原式家之祖、参議・藤原宇合之孫。無位・藤原清成之長男。母是秦朝元之女。官位正三位・中納言、贈正一位・太政大臣。

## 經歷

### 藤原種繼暗殺事件
長岡京遷都後不久的延曆4年（785年）9月23日夜，種繼在造宮監督中被箭矢射中，翌日薨去。大伴竹良等人作為暗殺犯被捕，調查之後，大伴繼人・佐伯高成等十數人被斬首。在事件直前的8月28日死去的大伴家持作為首謀者，從官籍除名。因事件連座而被流罪者也有五百枝王・藤原雄依・紀白麻呂・大伴永主等數人。
之後，事件演變成桓武天皇的皇太弟早良親王被廢嫡、配流，最後憤死。種繼和早良親王素來不和，但是，實際上早良親王和事件有無關係並不確定。之後的短期間之內從長岡京遷都平安京，早良親王的怨靈作祟，這一連串的事件也是原因之一。

## 關連項目
- 藤原氏